# 越南遊歌運動
遊歌運動由音樂家阮德光和沉歌樂隊於1966年在越南南方發起。遊歌是一個關於文化和藝術共同服務的活動團體，與學生的社會工作運動同時出現。

## 從沉歌樂隊到遊歌運動
遊歌運動的興起與20世紀60年代中期在南方蓬勃發展的青年學生社會活動運動緊密相連。社會活動的高潮是“1965年夏季工作計劃”（Chương trình Công tác Hè 1965），這是一個連接當時南方許多青年協會和許多主要大學學院的重要的方案。

## 現狀
目前，海外的遊歌運動團體雖然比以前少了，但仍有不少仍在活躍，如：加拿大多倫多溯源遊歌、加拿大回聲遊歌、加拿大哈密爾頓遊歌、澳洲遊歌、加州春天遊歌、北加州聖何塞遊歌、荷蘭遊歌 、巴黎遊歌、帕爾馬遊歌等。